# Galbella howas
Galbella howas es una especie de escarabajo del género Galbella, familia Buprestidae. Fue descrita científicamente por Kerremans en 1894.